# فوق‌ستاره مخفی (فیلم)
فوق‌ستاره مخفی (انگلیسی: Secret Superstar) یک فیلم موزیکال و درام هندی به کارگردانی و نویسندگی ادوایت چاندان با بازی عامر خان محصول سال ۲۰۱۷ است.

## خلاصه داستان
اینسیا دختر ۱۴ ساله‌ای است که شور آواز خواندن دارد اما خانواده‌ی او یک خانواده بسیار محافظه‌کار است. پدرش اجازه نمی‌دهد که استعدادش را شکوفا کند، اما مادرش به طور مخفیانه اجازه می‌دهد که او به دنبال آواز خواندنش برود. به همین دلیل گردنبند خود را می‌فروشد و برای او لپ‌تاپ می‌خرد. او از دیدن کسانی که در اینترنت کلیپ‌های آواز خود را گذاشتند شگفت‌زده می‌شود و خود نیز به طور ناگهانی آهنگ‌های خود را با روبنده از طریق اینترنت ارسال می‌کند که...